# 칼 샤피로
칼 샤피로(Karl Shapiro, 1913년 11월 10일 – 2000년 5월 14일)는 미국의 시인이다.
메릴랜드주(州) 출신으로 버지니아, 존스 홉킨스 양(兩)대학에서 배우고 제2차 세계대전 중에는 남서(南西) 태평양 여러 곳에서 전투에 참가하였다. 그 사이 시작을 계속하였으며 <사람과 장소와 물건>(1942) 이후 많은 시집을 발표하고 작품 <군사우편>(1944)으로 퓰리처상(賞)을 받았다. 시카고의 <포이트리>지(誌)의 편집자로서 민완을 발휘하기도 하였으며, 반체제적인 유대계 시인으로 활약하고 있다. 또한 평론분야(評論分野)에도 활약을 보여 현대 미국시단의 추진력이 되어 있다.